# Есад Арнауталић
Есад Арнауталић био је југословенски и босанскохерцеговачки музичар, композитор и диригент.

## Каријера
1962. године, био је музички уредник у Радио Сарајеву, када је иницирао оснивање Музичке продукције и Оркестра РТВ Сарајево, који би деловао унутар те продукције. Кроз ове организације, био је један од кључних музичких стручњака који је захтевао да се млади аутори почну бавити аутентичним ауторским стваралаштвом и то је било највредније Есино животно послање, јер су у то време, тадашњи музички извођачи, копирали и изводили европске и светске поп хитове. Исте године, заједно са братом Нуном Арнауталићем, покреће Индексе и тако почиње фаза сарајевске поп и рок музичке сцене.
1967. године, по угледу на тада престижне фестивале забавне музике у Опатији, Београду и Загребу, покреће фестивал Ваш шлагер сезоне, јер ће само тако велики број младих и неафирмисаних аутора и певача, добити своју шансу за пробој на естрадној сцени. По остварењу својих замисли и заживљавањем поменутог фестивала, почетком 1970-их година прошлог века, покреће још један фестивал Први аплауз, јер је знао да се младе звезде стварају у колевци и да фестивал певача аматера вреди колико и онај звездани. Знао је, такође, да све не сме бити у метрополи па је нови фестивал угнезден у Бања Луци.
Био је човек који је утемељио фестивале: Ваш шлагер сезоне, Први аплауз, Мали шлагер и Дечји шлагер и био аутор европског хита Куд' плови овај брод, који је 1970. године изведен на Сплитском фестивалу (изводили у алтернацији Радојка Шверко и Sergio Endrigo). Дириговао је на три такмичења на Евросонгу (тадашњој Песми Евровизије), а писао је и за позориште, филм и телевизијске серије, међу којима су најупамћеније теме за игране филмове Мирис дуња, Ово мало душе, Азра и Савршен круг.
1986. године, заједно са братом Исметом и режисером Адемиром Кеновићем, а на наговор мајке да направе нешто и заједнички, направили су занимљив музички пројекат који је након телевизијског успеха добио и своје дискографско издање, а реч је о култном пројекту Музика расположења.
2007. године додељена му је босанскохерцеговачка музичка награда за животно дело Даворин.
Преминуо је 4. децембара 2016. године у Сарајеву, где је и сахрањен на гробљу Баре.

## Стваралаштво
- Бисера Велетанлић: Кад' би
- Кемал Монтено: Све се креће око тебе
- Неда Украден: Ако ме требаш
- Радојка Шверко: Куд' плови овај брод
- Арсен Дедић: Све било је музика
- Кићо Слабинац: У дугим ноћима